# Sant Llorenç de Peracalç
Sant Llorenç de Peracalç és l'església parroquial del poble de Peracalç, a l'antic terme municipal de Montcortès de Pallars i l'actual de Baix Pallars, dins la comarca del Pallars Sobirà.
Està situada en el mateix poble de Peracalç, en el sector de ponent d'aquesta petita població.
És un temple mitjà, d'una sola nau ampla, amb absis que no es destaca del conjunt de la nau i un campanar alt i estret a l'angle sud-est del temple.